# Südlicher Klammerkopf
Der Südliche Klammerkopf ist ein 3117 m ü. A. hoher Berggipfel der Schobergruppe an der Grenze zwischen Osttirol und Kärnten. Der Südliche Klammerkopf ist der fünfthöchste der insgesamt sieben Klammerköpfe.

## Lage
Der Südliche Klammerkopf liegt im südöstlichen Zentrum der Schobergruppe an der Grenze zwischen den Gemeinden Kals am Großglockner (Osttirol) im Westen, Heiligenblut am Großglockner im Norden und Großkirchheim im Westen (beide Kärnten). Der Südliche Klammerkopf befindet sich dabei zwischen dem Keeskopf (3081 m ü. A.) im Südosten und dem Westlichen Klammerkopf (3126 m ü. A.) im Norden. Zwischen dem Südlichen Klammerkopf und dem Keeskopf liegt der Weißenkarsattel (2972 m ü. A.). Östlich des Südlichen Klammerkopfs lag früher das Klammerkees, wobei die hier entspringenden Quellbäche in den nahen Gradensee münden. Westlich des Südlichen Klammerkopfs liegt das Weißenkar. Nächstgelegene alpine Stützpunkte sind am Gradensee die Adolf-Noßberger-Hütte im Südosten, die Lienzer Hütte im Südwesten und die Elberfelder Hütte im Norden.

## Aufstiegsmöglichkeiten
Der Normalweg auf den wenig begangenen Südlichen Klammerkopf führt zunächst markiert von der Adolf-Noßberger-Hütte nach Südwesten zur Niederen Gradenscharte. In einer Höhe von rund 2900 Metern quert man in der Folge unterhalb des Ostrückens des Keeskopfs zum ehemaligen Klammerkees und steigt danach zum Gipfel auf (unschwierig/I). Alternativ ist die Besteigung auch über den kaum begangenen Weißenkarsattel und danach am Südgrat möglich (unschwierig).